# Az NCIS epizódjainak listája (1–16. évad)
Ez a lista az NCIS című amerikai sorozat epizódjait tartalmazza. A 17. évadtól az ismertetést Az NCIS epizódjainak listája (17. évadtól) szócikk tartalmazza.

## Évados áttekintés
| Évad | Évad | Epizódok | Eredeti sugárzás     | Eredeti sugárzás | Eredeti adó         | Magyar sugárzás     | Magyar sugárzás             | Magyar adó |
| Évad | Évad | Epizódok | Évadpremier          | Évadfinálé       | Eredeti adó         | Évadpremier         | Évadfinálé                  | Magyar adó |
| ---- | ---- | -------- | -------------------- | ---------------- | ------------------- | ------------------- | --------------------------- | ---------- |
|      | 1    | 23       | 2003. szeptember 23. | 2004. május 25.  |                     | 2005. október 17.   | 2006. május 8.              |            |
|      | 2    | 23       | 2004. szeptember 28. | 2005. május 24.  | 2006. szeptember 4. | 2007. május 7.      |                             |            |
|      | 3    | 24       | 2005. szeptember 20. | 2006. május 16.  | 2007. augusztus 27. | 2008. február 25.   |                             |            |
|      | 4    | 24       | 2006. szeptember 19. | 2007. május 22.  | 2008. március 3.    | 2008. november 17.  |                             |            |
|      | 5    | 19       | 2007. szeptember 25. | 2008. május 20.  | 2008. november 24.  | 2009. május 11.     |                             |            |
|      | 6    | 25       | 2008. szeptember 23. | 2009. május 19.  | 2009. május 18.     | 2010. március 22.   |                             |            |
|      | 7    | 24       | 2009. szeptember 22. | 2010. május 25.  | 2010. március 29.   | 2010. december 20.  |                             |            |
|      | 8    | 24       | 2010. szeptember 20. | 2011. május 17.  | 2011. március 7.    | 2011. november 21.  |                             |            |
|      | 9    | 24       | 2011. szeptember 20. | 2012. május 15.  | 2012. február 27.   | 2012. november 19.  |                             |            |
|      | 10   | 24       | 2012. szeptember 25. | 2013. május 14.  | 2013. március 4.    | 2013. november 25.  |                             |            |
|      | 11   | 24       | 2013. szeptember 24. | 2014. május 13.  | 2014. február 24.   | 2014. november 20.  |                             |            |
|      | 12   | 24       | 2014. szeptember 23. | 2015. május 12.  | 2015. február 12.   | 2015. október 22.   |                             |            |
|      | 13   | 24       | 2015. szeptember 22. | 2016. május 17.  | 2016. március 24.   | 2016. szeptember 8. |                             |            |
|      | 14   | 24       | 2016. szeptember 20. | 2017. május 16.  | 2017. március 2.    | 2017. június 8.     | (1-7. rész) · (8-24. rész)  |            |
|      | 15   | 24       | 2017. szeptember 26. | 2018. május 22.  | 2018. október 11.   | 2019. április 18.   | (1-9. rész) · (10-24. rész) |            |
|      | 16   | 24       | 2018. szeptember 25. | 2019. május 21.  | 2019. október 4.    | 2019. december 19.  |                             |            |

## Pilot (2003)
A Pilot részek a JAG – Becsületbeli ügyekben volt.
| Sor. | Év. | Cím                       | Rendező              | Író                                | Premier                             | Nézettség    |
| ---- | --- | ------------------------- | -------------------- | ---------------------------------- | ----------------------------------- | ------------ |
| 178. | 20. | A jégkirálynő (Ice Queen) | Donald P. Bellisario | Donald P. Bellisario és Don McGill | 2003. április 22. 2005. október 17. | 13,84 millió |
| 179. | 21. | A fordulat (Meltdown)     | Scott Brazil         | Donald P. Bellisario és Don McGill | 2003. április 29. 2005. október 24. | 13,63 millió |

## 1. évad (2003–2004)
| Sor. | Év. | Cím                                           | Rendező              | Író                                                                                        | Premier                                | Nézettség    |
| ---- | --- | --------------------------------------------- | -------------------- | ------------------------------------------------------------------------------------------ | -------------------------------------- | ------------ |
| 1.   | 1.  | Az elnök különgépe (Yankee White)             | Donald P. Bellisario | Történet: Donald P. Bellisario és Don McGill Tévéjáték: Donald P. Bellisario               | 2003. szeptember 23. 2005. október 17. | 13,04 millió |
| 2.   | 2.  | Mosatlan szennyes (Hung Out to Dry)           | Alan J. Levi         | Don McGill                                                                                 | 2003. szeptember 30. 2005. október 24. | 12,08 millió |
| 3.   | 3.  | A lámpás (Seadog)                             | Bradford May         | John C. Kelley és Donald P. Bellisario                                                     | 2003. október 7. 2005. október 31.     | 11,26 millió |
| 4.   | 4.  | A halhatatlanok (The Immortals)               | Alan J. Levi         | Darcy Meyers                                                                               | 2003. október 14. 2005. november 7.    | 11,70 millió |
| 5.   | 5.  | A múmia átka (The Curse)                      | Terrence O'Hara      | Történet: Donald P. Bellisario Tévéjáték: Don McGill, Jeff Vlaming és Donald P. Bellisario | 2003. október 28. 2005. november 14.   | 13,50 millió |
| 6.   | 6.  | Felpörgetve (High Seas)                       | Dennis Smith         | Történet: Jeff Vlaming Tévéjáték: Jeff Vlaming és Larry Moskowitz                          | 2003. november 4. 2005. november 21.   | 11,77 millió |
| 7.   | 7.  | A szélhámos (Sub Rosa)                        | Michael Zinberg      | George Schenck és Frank Cardea                                                             | 2003. november 18. 2005. november 28.  | 13,21 millió |
| 8.   | 8.  | Könnyített részleg (Minimum Security)         | Ian Toynton          | Philip DeGuere, Jr. és Donald P. Bellisario                                                | 2003. november 25. 2005. december 5.   | 12,71 millió |
| 9.   | 9.  | A földben (Marine Down)                       | Dennis Smith         | John C. Kelley                                                                             | 2003. december 16. 2005. december 12.  | 12,03 millió |
| 10.  | 10. | Sorsára hagyva (Left for Dead)                | James Whitmore Jr.   | Történet: Don McGill Tévéjáték: Don McGill és Donald P. Bellisario                         | 2004. január 6. 2005. december 19.     | 14,51 millió |
| 11.  | 11. | Kémműhold (Eye Spy)                           | Alan J. Levi         | George Schenck, Frank Cardea és Dana Coen                                                  | 2004. január 13. 2006. január 2.       | 14,00 millió |
| 12.  | 12. | A bal lábam (My Other Left Foot)              | Jeff Woolnough       | Jack Bernstein                                                                             | 2004. február 3. 2006. január 9.       | 10,97 millió |
| 13.  | 13. | Egyetlen lövéssel (One Shot, One Kill)        | Peter Ellis          | Gil Grant                                                                                  | 2004. február 10. 2006. január 16.     | 13,18 millió |
| 14.  | 14. | Az irgalmas szamaritánus (The Good Samaritan) | Alan J. Levi         | Jack Bernstein                                                                             | 2004. február 17. 2006. január 30.     | 13,49 millió |
| 15.  | 15. | Miért? (Enigma)                               | Thomas J. Wright     | John C. Kelley                                                                             | 2004. február 24. 2006. február 6.     | 12,14 millió |
| 16.  | 16. | Rémálmok (Bête Noire)                         | Peter Ellis          | Donald P. Bellisario                                                                       | 2004. március 2. 2006. február 13.     | 12,82 millió |
| 17.  | 17. | Az igazság odaát van (The Truth Is Out There) | Dennis Smith         | Jack Bernstein                                                                             | 2004. március 16. 2006. február 27.    | 13,29 millió |
| 18.  | 18. | Nyílt titok (UnSEALeD)                        | Peter Ellis          | Thomas L. Moran                                                                            | 2004. április 6. 2006. március 6.      | 10,83 millió |
| 19.  | 19. | Halott ember mesél (Dead Man Talking)         | Dennis Smith         | George Schenck és Frank Cardea                                                             | 2004. április 27. 2006. március 13.    | 11,64 millió |
| 20.  | 20. | Eltűntek (Missing)                            | Jeff Woolnough       | John C. Kelley                                                                             | 2004. május 4. 2006. március 27.       | 10,13 millió |
| 21.  | 21. | Tüzes nők (Split Decision)                    | Terrence O'Hara      | Bob Gookin                                                                                 | 2004. május 11. 2006. április 10.      | 11,07 millió |
| 22.  | 22. | A gyenge láncszem (A Weak Link)               | Alan J. Levi         | Jack Bernstein                                                                             | 2004. május 18. 2006. április 24.      | 10,39 millió |
| 23.  | 23. | Ébresztő (Reveille)                           | Thomas J. Wright     | Donald P. Bellisario                                                                       | 2004. május 25. 2006. május 8.         | 10,86 millió |

## 2. évad (2004–2005)
| Sor. | Év. | Cím                                       | Rendező            | Író | Premier                                  | Nézettség    |
| ---- | --- | ----------------------------------------- | ------------------ | --- | ---------------------------------------- | ------------ |
| 24.  | 1.  | Sötétségben (See No Evil)                 | Thomas J. Wright   | Chris Crowe | 2004. szeptember 28. 2006. szeptember 4. | 14,33 millió |
| 25.  | 2.  | Jó feleségek klubja (The Good Wives Club) | Dennis Smith       | Gil Grant | 2004. október 5. 2006. szeptember 11.    | 14,28 millió |
| 26.  | 3.  | Titokzatos jelek (Vanished)               | James Whitmore Jr. | George Schenck és Frank Cardea | 2004. október 12. 2006. szeptember 25.   | 14,86 millió |
| 27.  | 4.  | Az ismeretlen hadnagy (Lt. Jane Doe)      | Dan Lerner         | Történet: Steven Long Mitchell és Craig W. Van Sickle Tévéjáték: Steven Long Mitchell, Craig W. Van Sickle, Donald P. Bellisario és Gil Grant | 2004. október 19. 2006. október 2.       | 14,05 millió |
| 28.  | 5.  | A temető (The Bone Yard)                  | Terrence O'Hara    | John C. Kelley | 2004. október 26. 2006. október 9.       | 13,68 millió |
| 29.  | 6.  | Végleges elbocsátás (Terminal Leave)      | Jeff Woolnough     | Roger Director | 2004. november 16. 2006. október 30.     | 15,27 millió |
| 30.  | 7.  | Egy emlék fogságában (Call of Silence)    | Thomas J. Wright   | Roger Director | 2004. november 23. 2006. november 6.     | 14,71 millió |
| 31.  | 8.  | Összetört szívek (Heart Break)            | Dennis Smith       | George Schenck és Frank Cardea | 2004. november 30. 2006. november 20.    | 15,65 millió |
| 32.  | 9.  | Erőszakos behatolás (Forced Entry)        | Dennis Smith       | Jesse Stern és John C. Kelley | 2004. december 7. 2006. november 27.     | 14,59 millió |
| 33.  | 10. | Összeláncolva (Chained)                   | Thomas J. Wright   | Frank Military | 2004. december 14. 2006. december 4.     | 14,64 millió |
| 34.  | 11. | A Fekete-tó (Black Water)                 | Terrence O'Hara    | Történet: Juan Carlos Coto Tévéjáték: John C. Kelley és Juan Carlos Coto                                                                      | 2005. január 11. 2006. december 18.      | 15,40 millió |
| 35.  | 12. | Színlelt gyilkosság (Doppelgänger)        | Terrence O'Hara    | Jack Bernstein | 2005. január 18. 2007. január 8.         | 14,53 millió |
| 36.  | 13. | Kirakós játék (The Meat Puzzle)           | Thomas J. Wright   | Frank Military | 2005. február 8. 2007. január 15.        | 12,74 millió |
| 37.  | 14. | Szemtanú (Witness)                        | James Whitmore Jr. | George Schenck és Frank Cardea | 2005. február 15. 2007. január 22.       | 13,40 millió |
| 38.  | 15. | A felvétel (Caught on Tape)               | Jeff Woolnough     | Chris Crowe, Gil Grant és John C. Kelley | 2005. február 22. 2007. február 5.       | 13,59 millió |
| 39.  | 16. | Egy popsztár élete (Pop Life)             | Thomas J. Wright   | Frank Military | 2005. március 1. 2007. február 12.       | 13,68 millió |
| 40.  | 17. | Szemet szemért (An Eye for an Eye)        | Dennis Smith       | Steven Kane | 2005. március 22. 2007. február 19.      | 14,86 millió |
| 41.  | 18. | Bikinis szépségverseny (Bikini Wax)       | Stephen Cragg      | David J. North | 2005. március 29. 2007. március 5.       | 14,27 millió |
| 42.  | 19. | Összeesküvés (Conspiracy Theory)          | Jeff Woolnough     | Frank Military | 2005. április 12. 2007. március 12.      | 13,89 millió |
| 43.  | 20. | A vörös sejt (Red Cell)                   | Dennis Smith       | Christopher Silber | 2005. április 26. 2007. március 19.      | 13,67 millió |
| 44.  | 21. | Kisvárosi hős (Hometown Hero)             | James Whitmore Jr. | George Schenck és Frank Cardea | 2005. május 3. 2007. április 2.          | 13,55 millió |
| 45.  | 22. | A rúzsfolt (SWAK)                         | Dennis Smith       | Donald P. Bellisario | 2005. május 10. 2007. április 16.        | 13,58 millió |
| 46.  | 23. | Derengés (Twilight)                       | Thomas J. Wright   | John C. Kelley | 2005. május 17. 2007. május 7.           | 14,74 millió |

## 3. évad (2005–2006)
| Sor. | Év. | Cím                                      | Rendező            | Író                                                                                  | Premier                                  | Nézettség    |
| ---- | --- | ---------------------------------------- | ------------------ | ------------------------------------------------------------------------------------ | ---------------------------------------- | ------------ |
| 47.  | 1.  | Öld meg Ari-t! 1. rész (Kill Ari Part 1) | Dennis Smith       | Donald P. Bellisario                                                                 | 2005. szeptember 20. 2007. augusztus 27. | 15,48 millió |
| 48.  | 2.  | Öld meg Ari-t! 2. rész (Kill Ari Part 2) | James Whitmore Jr. | Donald P. Bellisario                                                                 | 2005. szeptember 27. 2007. szeptember 3. | 15,09 millió |
| 49.  | 3.  | Elmejáték (Mind Games)                   | William Webb       | Történet: Jeffrey A. Kirkpatrick Tévéjáték: Jeffrey A. Kirkpatrick és John C. Kelley | 2005. október 4. 2007. szeptember 10.    | 16,87 millió |
| 50.  | 4.  | Kincsvadászat (Silver War)               | Terrence O'Hara    | Történet: Joshua Lurie Tévéjáték: John C. Kelley                                     | 2005. október 11. 2007. szeptember 17.   | 16,78 millió |
| 51.  | 5.  | Helycsere (Switch)                       | Thomas J. Wright   | Gil Grant                                                                            | 2005. október 18. 2007. szeptember 24.   | 17,69 millió |
| 52.  | 6.  | Kukkolók oldala (The Voyeur's Web)       | Dennis Smith       | David J. North                                                                       | 2005. október 25. 2007. október 1.       | 18,01 millió |
| 53.  | 7.  | A becsületkód (Honor Code)               | Colin Bucksey      | Christopher Silber                                                                   | 2005. november 1. 2007. október 8.       | 18,08 millió |
| 54.  | 8.  | Álruhában (Under Covers)                 | Aaron Lipstadt     | L.D. Zlotoff                                                                         | 2005. november 8. 2007. október 15.      | 17,79 millió |
| 55.  | 9.  | A csapda (Frame Up)                      | Thomas J. Wright   | Laurence Walsh                                                                       | 2005. november 22. 2007. október 29.     | 16,43 millió |
| 56.  | 10. | McGee (Probie)                           | Terrence O'Hara    | George Schenck és Frank Cardea                                                       | 2005. november 29. 2007. november 5.     | 18,17 millió |
| 57.  | 11. | Modellviselkedés (Model Behavior)        | Stephen Cragg      | David J. North                                                                       | 2005. december 13. 2007. november 12.    | 17,11 millió |
| 58.  | 12. | Dobozba zárva (Boxed In)                 | Dennis Smith       | Dana Coen                                                                            | 2006. január 10. 2007. november 19.      | 17,19 millió |
| 59.  | 13. | Megtévesztés (Deception)                 | Leslie Libman      | Jack Bernstein                                                                       | 2006. január 17. 2007. november 26.      | 17,74 millió |
| 60.  | 14. | Alvó ügynök (Light Sleeper)              | Colin Bucksey      | Christopher Silber                                                                   | 2006. január 24. 2007. december 3.       | 16,97 millió |
| 61.  | 15. | A fej (Head Case)                        | Dennis Smith       | George Schenck és Frank Cardea                                                       | 2006. február 7. 2007. december 10.      | 16,05 millió |
| 62.  | 16. | Családi titok (Family Secret)            | James Whitmore Jr. | Steven D. Binder                                                                     | 2006. február 28. 2007. december 17.     | 15,14 millió |
| 63.  | 17. | A ragadozó (Ravenous)                    | Thomas J. Wright   | Richard C. Arthur                                                                    | 2006. március 7. 2008. január 7.         | 17,21 millió |
| 64.  | 18. | Csalétek (Bait)                          | Terrence O'Hara    | Laurence Walsh                                                                       | 2006. március 14. 2008. január 14.       | 17,55 millió |
| 65.  | 19. | Jégbe fagyva (Iced)                      | Dennis Smith       | Dana Coen                                                                            | 2006. április 4. 2008. január 21.        | 15,52 millió |
| 66.  | 20. | Az érinthetetlen (Untouchable)           | Leslie Libman      | George Schenck és Frank Cardea                                                       | 2006. április 18. 2008. január 28.       | 15,90 millió |
| 67.  | 21. | Vérfürdő (Bloodbath)                     | Dennis Smith       | Steven D. Binder                                                                     | 2006. április 25. 2008. február 4.       | 15,56 millió |
| 68.  | 22. | Kockázat (Jeopardy)                      | James Whitmore Jr. | David J. North                                                                       | 2006. május 2. 2008. február 11.         | 14,95 millió |
| 69.  | 23. | Hiatus 1. rész (Hiatus Part 1)           | Dennis Smith       | Donald P. Bellisario                                                                 | 2006. május 9. 2008. február 18.         | 15,71 millió |
| 70.  | 24. | Hiatus 2. rész (Hiatus Part 2)           | Dennis Smith       | Donald P. Bellisario                                                                 | 2006. május 16. 2008. február 25.        | 16,49 millió |

## 4. évad (2006–2007)
| Sor. | Év. | Cím                                    | Rendező            | Író                                                                                         | Premier                                | Nézettség    |
| ---- | --- | -------------------------------------- | ------------------ | ------------------------------------------------------------------------------------------- | -------------------------------------- | ------------ |
| 71.  | 1.  | Shalom (Shalom)                        | William Webb       | Történet: Donald P. Bellisario és John C. Kelly Tévéjáték: John C. Kelly                    | 2006. szeptember 19. 2008. március 3.  | 13,48 millió |
| 72.  | 2.  | Menekülés közben (Escaped)             | Dennis Smith       | Történet: Christopher Silber és Steven D. Binder Tévéjáték: Steven D. Binder                | 2006. szeptember 26. 2008. március 10. | 14,12 millió |
| 73.  | 3.  | Villámrandi (Singled Out)              | Terrence O'Hara    | David J. North                                                                              | 2006. október 3. 2008. március 17.     | 15,89 millió |
| 74.  | 4.  | A beetetés (Faking It)                 | Thomas J. Wright   | Shane Brennan                                                                               | 2006. október 10. 2008. március 31.    | 15,86 millió |
| 75.  | 5.  | Eltemetetlenül (Dead and Unburied)     | Colin Bucksey      | Nell Scovell                                                                                | 2006. október 17. 2008. április 7.     | 15,92 millió |
| 76.  | 6.  | Boszorkányüldözés (Witch Hunt)         | James Whitmore Jr. | Steven Kriozere                                                                             | 2006. október 31. 2008. április 14.    | 15,94 millió |
| 77.  | 7.  | Homokvihar (Sandblast)                 | Dennis Smith       | Robert Palm                                                                                 | 2006. november 7. 2008. április 21.    | 15,44 millió |
| 78.  | 8.  | Aki egykor hős volt… (Once a Hero)     | Thomas J. Wright   | Shane Brennan                                                                               | 2006. november 14. 2008. április 28.   | 15,80 millió |
| 79.  | 9.  | A zűrös húg (Twisted Sister)           | Terrence O'Hara    | Steven D. Binder                                                                            | 2006. november 21. 2008. május 5.      | 17,00 millió |
| 80.  | 10. | Megfüstölve (Smoked)                   | Dennis Smith       | John C. Kelley és Robert Palm                                                               | 2006. november 28. 2008. május 19.     | 17,96 millió |
| 81.  | 11. | Robotautó (Driven)                     | Dennis Smith       | Történet: Richard C. Arthur Tévéjáték: Richard C. Arthur, Nell Scovell és John C. Kelly     | 2006. december 12. 2008. május 26.     | 17,39 millió |
| 82.  | 12. | Gyanakvás (Suspicion)                  | Colin Bucksey      | Shane Brennan                                                                               | 2007. január 16. 2008. június 2.       | 15,95 millió |
| 83.  | 13. | Sharif visszatér (Sharif Returns)      | Terrence O'Hara    | Steven D. Binder                                                                            | 2007. január 23. 2008. augusztus 25.   | 14,83 millió |
| 84.  | 14. | Akció lefújva (Blowback)               | Thomas J. Wright   | Történet: Christopher Silber Tévéjáték: Christopher Silber, David J. North és Shane Brennan | 2007. február 6. 2008. szeptember 1.   | 16,16 millió |
| 85.  | 15. | Szeretők és barátok (Friends & Lovers) | Dennis Smith       | John C. Kelley                                                                              | 2007. február 13. 2008. szeptember 8.  | 15,36 millió |
| 86.  | 16. | Halálra ítélten (Dead Man Walking)     | Colin Bucksey      | Nell Scovell                                                                                | 2007. február 20. 2008. szeptember 15. | 15,41 millió |
| 87.  | 17. | Titkok (Skeletons)                     | James Whitmore Jr. | Jesse Stern                                                                                 | 2007. február 27. 2008. szeptember 22. | 16,16 millió |
| 88.  | 18. | A megfagyott ember (Iceman)            | Thomas J. Wright   | Shane Brennan                                                                               | 2007. március 20. 2008. szeptember 29. | 15,69 millió |
| 89.  | 19. | Haladék (Grace Period)                 | James Whitmore Jr. | John C. Kelley                                                                              | 2007. április 3. 2008. október 6.      | 13,79 millió |
| 90.  | 20. | Címlap-sztori (Cover Story)            | Dennis Smith       | David J. North                                                                              | 2007. április 10. 2008. október 13.    | 14,38 millió |
| 91.  | 21. | Bajtársak (Brothers in Arms)           | Martha Mitchell    | Steven D. Binder                                                                            | 2007. április 24. 2008. október 20.    | 14,17 millió |
| 92.  | 22. | A sötétben (In the Dark)               | Thomas J. Wright   | Steven D. Binder                                                                            | 2007. május 1. 2008. október 27.       | 13,83 millió |
| 93.  | 23. | A trójai ló (Trojan Horse)             | Terrence O'Hara    | Donald P. Bellisario és Shane Brennan                                                       | 2007. május 8. 2008. november 10.      | 13,88 millió |
| 94.  | 24. | A halál angyala (Angel of Death)       | Dennis Smith       | Donald P. Bellisario                                                                        | 2007. május 22. 2008. november 17.     | 14,13 millió |

## 5. évad (2007–2008)
| Sor. | Év. | Cím                                     | Rendező            | Író                                                                          | Premier                                 | Nézettség    |
| ---- | --- | --------------------------------------- | ------------------ | ---------------------------------------------------------------------------- | --------------------------------------- | ------------ |
| 95.  | 1.  | Apák napja (Bury Your Dead)             | Thomas J. Wright   | Shane Brennan                                                                | 2007. szeptember 25. 2008. november 24. | 13,89 millió |
| 96.  | 2.  | Család (Family)                         | Martha Mitchell    | Steven D. Binder                                                             | 2007. október 2. 2008. december 1.      | 16,43 millió |
| 97.  | 3.  | Ex-akták (Ex-File)                      | Dennis Smith       | Alfonso H. Moreno                                                            | 2007. október 9. 2008. december 8.      | 16,36 millió |
| 98.  | 4.  | Személyiségzavar (Identity Crisis)      | Thomas J. Wright   | Jesse Stern                                                                  | 2007. október 16. 2008. december 15.    | 17,55 millió |
| 99.  | 5.  | Halálugrás (Leap of Faith)              | Dennis Smith       | George Schenck és Frank Cardea                                               | 2007. október 23. 2008. december 22.    | 17,26 millió |
| 100. | 6.  | Kiméra (Chimera)                        | Terrence O'Hara    | Dan E. Fesman                                                                | 2007. október 30. 2009. február 2.      | 16,33 millió |
| 101. | 7.  | Rekviem (Requiem)                       | Tony Wharmby       | Shane Brennan                                                                | 2007. november 6. 2009. február 9.      | 18,15 millió |
| 102. | 8.  | Célba lövés (Designated Target)         | Colin Bucksey      | Reed Steiner                                                                 | 2007. november 13. 2009. február 16.    | 17,39 millió |
| 103. | 9.  | Túlélés (Lost & Found)                  | Martha Mitchell    | David J. North                                                               | 2007. november 20. 2009. február 23.    | 17,34 millió |
| 104. | 10. | Rossz vér (Corporal Punishment)         | Arvin Brown        | Jesse Stern                                                                  | 2007. november 27. 2009. március 2.     | 17,04 millió |
| 105. | 11. | Törzsek (Tribes)                        | Colin Bucksey      | Reed Steiner                                                                 | 2008. január 15. 2009. március 9.       | 15,82 millió |
| 106. | 12. | Megfigyelés (Stakeout)                  | Tony Wharmby       | George Schenck és Frank Cardea                                               | 2008. április 8. 2009. március 16.      | 14,05 millió |
| 107. | 13. | Kutyaszorítóban (Dog Tags)              | Oz Scott           | Dan E. Fesman és Alfonso H. Moreno                                           | 2008. április 15. 2009. március 23.     | 15,13 millió |
| 108. | 14. | Belügyek (Internal Affairs)             | Tony Wharmby       | Jesse Stern és Reed Steiner                                                  | 2008. április 22. 2009. március 30.     | 14,24 millió |
| 109. | 15. | A zóna (In the Zone)                    | Terrence O'Hara    | Linda Burstyn                                                                | 2008. április 29. 2009. április 6.      | 14,76 millió |
| 110. | 16. | Kattanás (Recoil)                       | James Whitmore Jr. | Történet: Dan E. Fesman Tévéjáték: George Schenck és Frank Cardea            | 2008. május 6. 2009. április 20.        | 14,04 millió |
| 111. | 17. | Arcátlanság (About Face)                | Dennis Smith       | Történet: Jesse Stern Tévéjáték: Alfonso H. Moreno és Reed Steiner           | 2008. május 13. 2009. április 27.       | 14,88 millió |
| 112. | 18. | Végítélet 1. rész (Judgment Day Part 1) | Thomas J. Wright   | Steven D. Binder és David J. North                                           | 2008. május 20. 2009. május 4.          | 16,52 millió |
| 113. | 19. | Végítélet 2. rész (Judgment Day Part 2) | Thomas J. Wright   | Történet: Steven D. Binder Tévéjáték: David J. North és Christopher J. Waild | 2008. május 20. 2009. május 11.         | 16,52 millió |

## 6. évad (2008–2009)
| Sor. | Év. | Cím                                     | Rendező            | Író                                                                      | Premier                                | Nézettség    |
| ---- | --- | --------------------------------------- | ------------------ | ------------------------------------------------------------------------ | -------------------------------------- | ------------ |
| 114. | 1.  | Csak egy maradhat (Last Man Standing)   | Tony Wharmby       | Shane Brennan                                                            | 2008. szeptember 23. 2009. május 18.   | 18,03 millió |
| 115. | 2.  | Ügynök a fedélzeten (Agent Afloat)      | Thomas J. Wright   | Dan E. Fesman és David J. North                                          | 2008. szeptember 30. 2009. május 25.   | 17,47 millió |
| 116. | 3.  | A szenátor félrelép (Capitol Offense)   | Dennis Smith       | George Schenck és Frank Cardea                                           | 2008. október 7. 2009. szeptember 21.  | 16,29 millió |
| 117. | 4.  | Szülőföld (Heartland)                   | Tony Wharmby       | Jesse Stern                                                              | 2008. október 14. 2009. szeptember 28. | 18,04 millió |
| 118. | 5.  | Kilenc élet (Nine Lives)                | Dennis Smith       | Linda Burstyn, Dan E. Fesman és David J. North                           | 2008. október 21. 2009. október 5.     | 17,23 millió |
| 119. | 6.  | Gyilkosság 2.0 (Murder 2.0)             | Arvin Brown        | Steven D. Binder                                                         | 2008. október 28. 2009. október 12.    | 17,26 millió |
| 120. | 7.  | Járulékos veszteség (Collateral Damage) | Terrence O'Hara    | Alfonso H. Moreno                                                        | 2008. november 11. 2009. október 19.   | 18,75 millió |
| 121. | 8.  | Köpeny (Cloak)                          | James Whitmore Jr. | Jesse Stern                                                              | 2008. november 18. 2009. október 26.   | 18,00 millió |
| 122. | 9.  | Kard (Dagger)                           | Dennis Smith       | Reed Steiner és Christopher J. Waild                                     | 2008. november 25. 2009. november 2.   | 18,12 millió |
| 123. | 10. | Cserbenhagyás (Road Kill)               | Thomas J. Wright   | Steven Kriozere                                                          | 2008. december 2. 2009. november 9.    | 18,52 millió |
| 124. | 11. | Csendes éj (Silent Night)               | Tony Wharmby       | George Schenck és Frank Cardea                                           | 2008. december 16. 2009. november 16.  | 19,94 millió |
| 125. | 12. | Fogság (Caged)                          | Leslie Libman      | Alfonso H. Moreno                                                        | 2009. január 6. 2009. november 23.     | 19,10 millió |
| 126. | 13. | Sebzett madár (Broken Bird)             | James Whitmore Jr. | Jesse Stern                                                              | 2009. január 13. 2009. november 30.    | 18,62 millió |
| 127. | 14. | Szerelemben, háborúban (Love & War)     | Terrence O'Hara    | Steven D. Binder és David J. North                                       | 2009. január 27. 2009. december 7.     | 19,20 millió |
| 128. | 15. | Szabadulás (Deliverance)                | Dennis Smith       | Dan E. Fesman és Reed Steiner                                            | 2009. február 10. 2010. január 4.      | 18,03 millió |
| 129. | 16. | Őrségváltás (Bounce)                    | Arvin Brown        | David J. North és Steven D. Binder                                       | 2009. február 17. 2010. január 11.     | 18,06 millió |
| 130. | 17. | Délnyugat (South by Southwest)          | Thomas J. Wright   | George Schenck és Frank Cardea                                           | 2009. február 24. 2010. január 18.     | 18,27 millió |
| 131. | 18. | Kiütés (Knockout)                       | Tony Wharmby       | Jesse Stern                                                              | 2009. március 17. 2010. január 25.     | 15,84 millió |
| 132. | 19. | Bújócska (Hide and Seek)                | Dennis Smith       | Dan E. Fesman                                                            | 2009. március 24. 2010. február 1.     | 17,83 millió |
| 133. | 20. | Végelszámolás (Dead Reckoning)          | Terrence O'Hara    | Történet: David J. North Tévéjáték: Reed Steiner és Christopher J. Waild | 2009. március 31. 2010. február 8.     | 17,23 millió |
| 134. | 21. | Méreg (Toxic)                           | Thomas J. Wright   | Steven D. Binder                                                         | 2009. április 7. 2010. február 15.     | 17,81 millió |
| 135. | 22. | Legenda 1. rész (Legend Part 1)         | Tony Wharmby       | Shane Brennan                                                            | 2009. április 28. 2010. február 22.    | 16,70 millió |
| 136. | 23. | Legenda 2. rész (Legend Part 2)         | James Whitmore Jr. | Shane Brennan                                                            | 2009. május 5. 2010. március 1.        | 16,72 millió |
| 137. | 24. | Örök hűség (Semper Fidelis)             | Tony Wharmby       | Jesse Stern                                                              | 2009. május 12. 2010. március 8.       | 16,20 millió |
| 138. | 25. | Aliyah (Aliyah)                         | Dennis Smith       | David J. North                                                           | 2009. május 19. 2010. március 22.      | 16,51 millió |

## 7. évad (2009–2010)
| Sor. | Év. | Cím                                       | Rendező            | Író                                                                            | Premier                                | Nézettség    |
| ---- | --- | ----------------------------------------- | ------------------ | ------------------------------------------------------------------------------ | -------------------------------------- | ------------ |
| 139. | 1.  | Szólj igazat! (Truth or Consequences)     | Dennis Smith       | Jesse Stern                                                                    | 2009. szeptember 22. 2010. március 29. | 20,60 millió |
| 140. | 2.  | Összejövetel (Reunion)                    | Tony Wharmby       | Steven D. Binder                                                               | 2009. szeptember 29. 2010. április 12. | 21,37 millió |
| 141. | 3.  | A bennfentes (The Inside Man)             | Thomas J. Wright   | George Schenck és Frank Cardea                                                 | 2009. október 6. 2010. április 19.     | 20,70 millió |
| 142. | 4.  | Jó zsaru, rossz zsaru (Good Cop, Bad Cop) | Leslie Libman      | Történet: David J. North Tévéjáték: Jesse Stern                                | 2009. október 13. 2010. április 26.    | 21,04 millió |
| 143. | 5.  | Fegyelmezés (Code of Conduct)             | Terrence O'Hara    | Történet: Christopher J. Waild Tévéjáték: Reed Steiner és Christopher J. Waild | 2009. október 20. 2010. május 3.       | 21,25 millió |
| 144. | 6.  | Családi tusa (Outlaws and In-Laws)        | Tony Wharmby       | Jesse Stern                                                                    | 2009. november 3. 2010. május 10.      | 20,18 millió |
| 145. | 7.  | Végzet (Endgame)                          | James Whitmore Jr. | Gary Glasberg                                                                  | 2009. november 10. 2010. május 17.     | 20,96 millió |
| 146. | 8.  | Áramszünet (Power Down)                   | Thomas J. Wright   | Steven D. Binder és David J. North                                             | 2009. november 17. 2010. május 31.     | 20,34 millió |
| 147. | 9.  | Gyerekjáték (Child's Play)                | William Webb       | Reed Steiner                                                                   | 2009. november 24. 2010. augusztus 30. | 20,35 millió |
| 148. | 10. | Hit (Faith)                               | Arvin Brown        | Gary Glasberg                                                                  | 2009. december 15. 2010. szeptember 6. | 20,69 millió |
| 149. | 11. | Gyújtás (Ignition)                        | Dennis Smith       | Jesse Stern                                                                    | 2010. január 5. 2010. szeptember 13.   | 21,37 millió |
| 150. | 12. | Családban marad (Flesh and Blood)         | Arvin Brown        | George Schenck és Frank Cardea                                                 | 2010. január 12. 2010. szeptember 20.  | 20,85 millió |
| 151. | 13. | Légörvény (Jet Lag)                       | Tony Wharmby       | Christopher J. Waild                                                           | 2010. január 26. 2010. szeptember 27.  | 20,22 millió |
| 152. | 14. | Színjáték (Masquerade)                    | James Whitmore Jr. | Steven D. Binder                                                               | 2010. február 2. 2010. október 4.      | 19,23 millió |
| 153. | 15. | Fuvar (Jack-Knife)                        | Dennis Smith       | Jesse Stern                                                                    | 2010. február 9. 2010. október 11.     | 19,75 millió |
| 154. | 16. | Anyák napja (Mother's Day)                | Tony Wharmby       | Gary Glasberg és Reed Steiner                                                  | 2010. március 2. 2010. október 18.     | 19,62 millió |
| 155. | 17. | Kettős élet (Double Identity)             | Mark Horowitz      | George Schenck és Frank Cardea                                                 | 2010. március 9. 2010. október 25.     | 19,58 millió |
| 156. | 18. | Hatáskör (Jurisdiction)                   | Terrence O'Hara    | Lee David Zlotoff                                                              | 2010. március 16. 2010. november 8.    | 18,00 millió |
| 157. | 19. | Bűnös élvezet (Guilty Pleasure)           | James Whitmore Jr. | Reed Steiner és Christopher J. Waild                                           | 2010. április 6. 2010. november 15.    | 16,45 millió |
| 158. | 20. | Másodállás (Moonlighting)                 | Thomas J. Wright   | Steven D. Binder és Jesse Stern                                                | 2010. április 27. 2010. november 22.   | 16,29 millió |
| 159. | 21. | Megszállottság (Obsession)                | Tony Wharmby       | George Schenck és Frank Cardea                                                 | 2010. május 4. 2010. november 29.      | 15,10 millió |
| 160. | 22. | Határeset (Borderland)                    | Terrence O'Hara    | Steven D. Binder                                                               | 2010. május 11. 2010. december 6.      | 17,23 millió |
| 161. | 23. | Bukott hazafi (Patriot Down)              | Dennis Smith       | Gary Glasberg                                                                  | 2010. május 18. 2010. december 13.     | 15,96 millió |
| 162. | 24. | 51-es szabály (Rule Fifty-One)            | Dennis Smith       | Jesse Stern                                                                    | 2010. május 25. 2010. december 20.     | 16,30 millió |

## 8. évad (2010–2011)
| Sor. | Év. | Cím                                                     | Rendező               | Író                                                                         | Premier                                | Nézettség    |
| ---- | --- | ------------------------------------------------------- | --------------------- | --------------------------------------------------------------------------- | -------------------------------------- | ------------ |
| 163. | 1.  | Pókháló (Spider and the Fly)                            | Dennis Smith          | Gary Glasberg                                                               | 2010. szeptember 21. 2011. március 7.  | 19,41 millió |
| 164. | 2.  | Lidércnyomás (Worst Nightmare)                          | Tony Wharmby          | Steven D. Binder                                                            | 2010. szeptember 28. 2011. március 14. | 19,15 millió |
| 165. | 3.  | Robbanáspont (Short Fuse)                               | Leslie Libman         | George Schenck és Frank Cardea                                              | 2010. október 5. 2011. március 21.     | 19,81 millió |
| 166. | 4.  | Angolbőrben (Royals and Loyals)                         | Arvin Brown           | Reed Steiner                                                                | 2010. október 12. 2011. március 28.    | 19,20 millió |
| 167. | 5.  | Halálsáv (Dead Air)                                     | Terrence O'Hara       | Christopher J. Waild                                                        | 2010. október 19. 2011. április 4.     | 19,41 millió |
| 168. | 6.  | Téboly (Cracked)                                        | Tony Wharmby          | Nicole Mirante-Matthews                                                     | 2010. október 26. 2011. április 11.    | 20,18 millió |
| 169. | 7.  | Bombabiztos (Broken Arrow)                              | Arvin Brown           | George Schenck és Frank Cardea                                              | 2010. november 9. 2011. április 18.    | 19,87 millió |
| 170. | 8.  | Külföldi ellenségek (Enemies Foreign)                   | Dennis Smith          | Jesse Stern                                                                 | 2010. november 16. 2011. május 2.      | 19,43 millió |
| 171. | 9.  | Belföldi ellenségek (Enemies Domestic)                  | Mark Horowitz         | Jesse Stern                                                                 | 2010. november 23. 2011. május 9.      | 18,78 millió |
| 172. | 10. | Hamis tanú (False Witness)                              | James Whitmore Jr.    | Steven D. Binder                                                            | 2010. december 14. 2011. május 16.     | 19,87 millió |
| 173. | 11. | Veszélyes vizeken (Ships in the Night)                  | Thomas J. Wright      | Reed Steiner és Christopher J. Waild                                        | 2011. január 11. 2011. május 23.       | 21,93 millió |
| 174. | 12. | Toborzás (Recruited)                                    | Arvin Brown           | Gary Glasberg                                                               | 2011. január 18. 2011. augusztus 29.   | 21,09 millió |
| 175. | 13. | Szabadság (Freedom)                                     | Craig Ross Jr.        | Nicole Mirante-Matthews                                                     | 2011. február 1. 2011. szeptember 5.   | 22,85 millió |
| 176. | 14. | Egy férfi bemegy egy bárba... (A Man Walks Into a Bar…) | James Whitmore Jr.    | Gary Glasberg                                                               | 2011. február 8. 2011. szeptember 12.  | 20,35 millió |
| 177. | 15. | Ellenállás (Defiance)                                   | Dennis Smith          | George Schenck és Frank Cardea                                              | 2011. február 15. 2011. szeptember 19. | 19,40 millió |
| 178. | 16. | Hibaképernyő (Kill Screen)                              | Tony Wharmby          | Történet: Steven Kriozere Tévéjáték: Steven D. Binder                       | 2011. február 22. 2011. szeptember 26. | 21,32 millió |
| 179. | 17. | Az utolsó meló (One Last Score)                         | Michael Weatherly     | Jesse Stern                                                                 | 2011. március 1. 2011. október 3.      | 19,21 millió |
| 180. | 18. | Vallatás (Out of the Frying Pan)                        | Terrence O'Hara       | Történet: Leon Carroll, Jr. Tévéjáték: Reed Steiner és Christopher J. Waild | 2011. március 22. 2011. október 10.    | 19,46 millió |
| 181. | 19. | Kitálalás (Tell-All)                                    | Kevin Rodney Sullivan | Andrew Bartels                                                              | 2011. március 29. 2011. október 17.    | 18,73 millió |
| 182. | 20. | Kétarcúság (Two-Faced)                                  | Thomas J. Wright      | Nicole Mirante-Matthews és Reed Steiner                                     | 2011. április 5. 2011. október 24.     | 19,40 millió |
| 183. | 21. | Tükörkép (Dead Reflection)                              | William Webb          | George Schenck és Frank Cardea                                              | 2011. április 12. 2011. október 31.    | 19,87 millió |
| 184. | 22. | Baltimore (Baltimore)                                   | Terrence O'Hara       | Steven D. Binder                                                            | 2011. május 3. 2011. november 7.       | 17,87 millió |
| 185. | 23. | Hattyúdal (Swan Song)                                   | Tony Wharmby          | Jesse Stern                                                                 | 2011. május 10. 2011. november 14.     | 17,62 millió |
| 186. | 24. | Piramis (Pyramid)                                       | Dennis Smith          | Gary Glasberg                                                               | 2011. május 17. 2011. november 21.     | 18,62 millió |

## 9. évad (2011–2012)
| Sor. | Év. | Cím                                                | Rendező            | Író                                                             | Premier                                | Nézettség    |
| ---- | --- | -------------------------------------------------- | ------------------ | --------------------------------------------------------------- | -------------------------------------- | ------------ |
| 187. | 1.  | Fantomok (Nature of the Beast)                     | Tony Wharmby       | Gary Glasberg                                                   | 2011. szeptember 20. 2012. február 27. | 19,96 millió |
| 188. | 2.  | Hamis emlékek (Restless)                           | James Whitmore Jr. | Steven D. Binder                                                | 2011. szeptember 27. 2012. március 5.  | 19,51 millió |
| 189. | 3.  | A Penelope ügy (The Penelope Papers)               | Arvin Brown        | Nicole Mirante-Matthews                                         | 2011. október 4. 2012. március 12.     | 19,35 millió |
| 190. | 4.  | Ellenség a dombon (Enemy on the Hill)              | Dennis Smith       | George Schenck és Frank Cardea                                  | 2011. október 11. 2012. március 19.    | 18,98 millió |
| 191. | 5.  | Biztonságos kikötő (Safe Harbor)                   | Terrence O'Hara    | Reed Steiner és Christopher J. Waild                            | 2011. október 18. 2012. március 26.    | 19,41 millió |
| 192. | 6.  | Szomjúság (Thirst)                                 | Thomas J. Wright   | Scott Williams                                                  | 2011. október 25. 2012. április 2.     | 19,43 millió |
| 193. | 7.  | Az ördög háromszöge (Devil's Triangle)             | Leslie Libman      | Steven D. Binder és Reed Steiner                                | 2011. november 1. 2012. április 16.    | 19,71 millió |
| 194. | 8.  | Küzdelem 1. rész (Engaged Part 1)                  | James Whitmore Jr. | Gina Lucita Monreal                                             | 2011. november 8. 2012. április 23.    | 20,38 millió |
| 195. | 9.  | Küzdelem 2. rész (Engaged Part 2)                  | Tony Wharmby       | Gary Glasberg                                                   | 2011. november 15. 2012. április 30.   | 20,00 millió |
| 196. | 10. | Az apa bűnei (Sins of the Father)                  | Arvin Brown        | George Schenck és Frank Cardea                                  | 2011. november 22. 2012. május 7.      | 18,49 millió |
| 197. | 11. | Az újszülött király (Newborn King)                 | Dennis Smith       | Christopher J. Waild                                            | 2011. december 13. 2012. május 14.     | 19,13 millió |
| 198. | 12. | Eltakarítás (Housekeeping)                         | Terrence O’Hara    | Scott Williams                                                  | 2012. január 3. 2012. augusztus 27.    | 19,81 millió |
| 199. | 13. | Egy elkeseredett ember (A Desperate Man)           | Leslie Libman      | Nicole Mirante-Matthews                                         | 2012. január 10. 2012. szeptember 3.   | 21,03 millió |
| 200. | 14. | Egy szemvillanás alatt (Life Before His Eyes)      | Tony Wharmby       | Gary Glasberg                                                   | 2012. február 7. 2012. szeptember 10.  | 20,98 millió |
| 201. | 15. | Titkok (Secrets)                                   | Leslie Libman      | Steven D. Binder                                                | 2012. február 14. 2012. szeptember 17. | 19,59 millió |
| 202. | 16. | Elmetrükkök (Psych Out)                            | Dennis Smith       | Történet: Gary Glasberg és Reed Steiner Tévéjáték: Reed Steiner | 2012. február 21. 2012. szeptember 24. | 19,29 millió |
| 203. | 17. | Beavatatlanul (Need to Know)                       | Michelle MacLaren  | George Schenck és Frank Cardea                                  | 2012. február 28. 2012. október 1.     | 18,20 millió |
| 204. | 18. | Árulkodó jel (The Tell)                            | Thomas J. Wright   | Gina Lucita Monreal                                             | 2012. március 20. 2012. október 8.     | 19,05 millió |
| 205. | 19. | A jófiú (The Good Son)                             | Terrence O'Hara    | Nicole Mirante-Matthews és Scott Williams                       | 2012. március 27. 2012. október 15.    | 18,67 millió |
| 206. | 20. | A misszionárius helyzet (The Missionary Position)  | Arvin Brown        | Allison Abner                                                   | 2012. április 10. 2012. október 22.    | 17,66 millió |
| 207. | 21. | Lángok (Rekindled)                                 | Mark Horowitz      | Christopher J. Waild és Reed Steiner                            | 2012. április 17. 2012. október 29.    | 18,08 millió |
| 208. | 22. | Játék a tűzzel (Playing with Fire)                 | Dennis Smith       | George Schenck és Frank Cardea                                  | 2012. május 1. 2012. november 5.       | 17,58 millió |
| 209. | 23. | Mindhiába (Up in Smoke)                            | James Whitmore Jr. | Steven D. Binder                                                | 2012. május 8. 2012. november 12.      | 18,20 millió |
| 210. | 24. | Míg a halál el nem választ (Till Death Do Us Part) | Tony Wharmby       | Gary Glasberg                                                   | 2012. május 15. 2012. november 19.     | 19,05 millió |

## 10. évad (2012–2013)
| Sor. | Év. | Cím                                             | Rendező            | Író                                                                             | Premier                                | Nézettség    |
| ---- | --- | ----------------------------------------------- | ------------------ | ------------------------------------------------------------------------------- | -------------------------------------- | ------------ |
| 211. | 1.  | A végső megoldás (Extreme Prejudice)            | Tony Wharmby       | Gary Glasberg                                                                   | 2012. szeptember 25. 2013. március 4.  | 20,48 millió |
| 212. | 2.  | Felépülés (Recovery)                            | Dennis Smith       | Scott Williams                                                                  | 2012. október 2. 2013. március 11.     | 18,87 millió |
| 213. | 3.  | Főnix (Phoenix)                                 | Terrence O'Hara    | Steven D. Binder                                                                | 2012. október 9. 2013. március 18.     | 18,51 millió |
| 214. | 4.  | Elveszve a tengeren (Lost at Sea)               | Tony Wharmby       | Christopher J. Waild                                                            | 2012. október 23. 2013. március 25.    | 17,78 millió |
| 215. | 5.  | A névrokon (The Namesake)                       | Arvin Brown        | George Schenck és Frank Cardea                                                  | 2012. október 30. 2013. április 8.     | 18,83 millió |
| 216. | 6.  | Harctéri idegsokk 1. rész (Shell Shock Part 1)  | Leslie Libman      | Nicole Mirante-Matthews                                                         | 2012. november 13. 2013. április 15.   | 17,05 millió |
| 217. | 7.  | Harctéri idegsokk 2. rész (Shell Shock Part 2)  | Thomas J. Wright   | Gina Lucita Monreal                                                             | 2012. november 20. 2013. április 22.   | 16,47 millió |
| 218. | 8.  | Elrabolva (Gone)                                | James Whitmore Jr. | Történet: Reed Steiner Tévéjáték: Scott Williams                                | 2012. november 27. 2013. április 29.   | 19,76 millió |
| 219. | 9.  | Az ördögi hármas (Devil's Trifecta)             | Arvin Brown        | Steven D. Binder                                                                | 2012. december 11. 2013. május 6.      | 17,65 millió |
| 220. | 10. | Ezernyi csillag hull (You Better Watch Out)     | Tony Wharmby       | George Schenck és Frank Cardea                                                  | 2012. december 18. 2013. május 13.     | 19,59 millió |
| 221. | 11. | Shabbat Shalom (Shabbat Shalom)                 | Dennis Smith       | Christopher J. Waild                                                            | 2013. január 8. 2013. május 27.        | 21,11 millió |
| 222. | 12. | Shiva (Shiva)                                   | Arvin Brown        | Történet: Christopher J. Waild és Gary Glasberg Tévéjáték: Scott Williams       | 2013. január 15. 2013. június 3.       | 22,86 millió |
| 223. | 13. | Ütközés (Hit and Run)                           | Dennis Smith       | Történet: Gary Glasberg és Gina Lucita Montreal Tévéjáték: Gina Lucita Montreal | 2013. január 29. 2013. szeptember 9.   | 22,07 millió |
| 224. | 14. | Kanári (Canary)                                 | Terrence O'Hara    | Christopher J. Waild                                                            | 2013. február 5. 2013. szeptember 23.  | 21,79 millió |
| 225. | 15. | Azután (Hereafter)                              | Tony Wharmby       | Nicole Mirante-Matthews                                                         | 2013. február 19. 2013. szeptember 16. | 21,08 millió |
| 226. | 16. | Kitérő (Detour)                                 | Mario Van Peebles  | Steven D. Binder                                                                | 2013. február 26. 2013. szeptember 30. | 20,69 millió |
| 227. | 17. | A fő gyanúsított (Prime Suspect)                | James Whitmore Jr. | George Schenck és Frank Cardea                                                  | 2013. március 5. 2013. október 7.      | 20,81 millió |
| 228. | 18. | Szimat (Seek)                                   | Michael Weatherly  | Scott Williams                                                                  | 2013. március 19. 2013. október 14.    | 19,79 millió |
| 229. | 19. | Szélvihar (Squall)                              | Thomas J. Wright   | Bill Nuss                                                                       | 2013. március 26. 2013. október 21.    | 18,62 millió |
| 230. | 20. | Fantomhajsza (Chasing Ghosts)                   | Arvin Brown        | Nicole Mirante-Matthews                                                         | 2013. április 9. 2013. október 28.     | 17,22 millió |
| 231. | 21. | Berlin (Berlin)                                 | Terrence O'Hara    | Scott Williams és Gina Lucita Monreal                                           | 2013. április 23. 2013. november 4.    | 17,33 millió |
| 232. | 22. | Bosszú (Revenge)                                | James Whitmore Jr. | George Schenck és Frank Cardea                                                  | 2013. április 30. 2013. november 11.   | 18,29 millió |
| 233. | 23. | Kettős vakság (Double Blind)                    | Dennis Smith       | Christopher J. Waild és Steven D. Binder                                        | 2013. május 7. 2013. november 18.      | 17,56 millió |
| 234. | 24. | Elkárhozol így is, úgy is... (Damned If You Do) | Tony Wharmby       | Gary Glasberg                                                                   | 2013. május 14. 2013. november 25.     | 18,79 millió |

## 11. évad (2013–2014)
| Sor. | Év. | Cím                                              | Rendező            | Író                                                                      | Premier                                | Nézettség    |
| ---- | --- | ------------------------------------------------ | ------------------ | ------------------------------------------------------------------------ | -------------------------------------- | ------------ |
| 235. | 1.  | Whiskey, tangó, foxtrott (Whiskey Tango Foxtrot) | Tony Wharmby       | Gary Glasberg                                                            | 2013. szeptember 24. 2014. február 24. | 20,02 millió |
| 236. | 2.  | Múlt, jelen és jövő (Past, Present, and Future)  | James Whitmore Jr. | Történet: Gary Glasberg Tévéjáték: Scott Williams és Gina Lucita Monreal | 2013. október 1. 2014. március 3.      | 19,98 millió |
| 237. | 3.  | A radar alatt (Under the Radar)                  | Dennis Smith       | George Schenck és Frank Cardea                                           | 2013. október 8. 2014. március 10.     | 18,33 millió |
| 238. | 4.  | Anonymous nő (Anonymous Was a Woman)             | Terrence O'Hara    | Steven D. Binder                                                         | 2013. október 15. 2014. március 17.    | 18,83 millió |
| 239. | 5.  | A bűnös, bűnös marad (Once a Crook)              | Arvin Brown        | Christopher Silber                                                       | 2013. október 22. 2014. március 24.    | 19,00 millió |
| 240. | 6.  | Olaj és víz (Oil & Water)                        | Thomas J. Wright   | Jennifer Corbett                                                         | 2013. október 29. 2014. március 31.    | 19,30 millió |
| 241. | 7.  | Jobb angyalok (Better Angels)                    | Tony Wharmby       | Gina Lucita Monreal                                                      | 2013. november 5. 2014. április 7.     | 19,18 millió |
| 242. | 8.  | Alibi (Alibi)                                    | Holly Dale         | George Schenck és Frank Cardea                                           | 2013. november 12. 2014. április 14.   | 19,37 millió |
| 243. | 9.  | Ösztönpróba (Gut Check)                          | Dennis Smith       | Christopher J. Waild                                                     | 2013. november 19. 2014. április 28.   | 19,66 millió |
| 244. | 10. | Az ördögi triász (Devil's Triad)                 | Arvin Brown        | Steven D. Binder                                                         | 2013. december 10. 2014. május 5.      | 19,30 millió |
| 245. | 11. | Járvány (Homesick)                               | Terrence O'Hara    | Scott Williams                                                           | 2013. december 17. 2014. május 12.     | 19,65 millió |
| 246. | 12. | Pusztítási lánc (Kill Chain)                     | James Whitmore Jr. | Christopher Silber                                                       | 2014. január 7. 2014. május 19.        | 20,84 millió |
| 247. | 13. | Kerülő (Double Back)                             | Tony Wharmby       | Gina Lucita Monreal                                                      | 2014. január 14. 2014. augusztus 28.   | 19,72 millió |
| 248. | 14. | Szörnyek és emberek (Monsters and Men)           | Dennis Smith       | Jennifer Corbett                                                         | 2014. február 4. 2014. szeptember 4.   | 19,53 millió |
| 249. | 15. | Golyóálló (Bulletproof)                          | Leslie Libman      | Christopher J. Waild                                                     | 2014. február 25. 2014. szeptember 11. | 17,03 millió |
| 250. | 16. | Gyilkossághoz öltözve (Dressed to Kill)          | Thomas J. Wright   | George Schenck és Frank Cardea                                           | 2014. március 4. 2014. szeptember 18.  | 17,85 millió |
| 251. | 17. | Zenész a pácban (Rock and a Hard Place)          | Arvin Brown        | Steven D. Binder                                                         | 2014. március 18. 2014. szeptember 25. | 17,11 millió |
| 252. | 18. | A félhold városa 1. rész (Crescent City Part 1)  | James Whitmore Jr. | Gary Glasberg                                                            | 2014. március 25. 2014. október 2.     | 17,52 millió |
| 253. | 19. | A félhold városa 2. rész (Crescent City Part 2)  | Tony Wharmby       | Gary Glasberg                                                            | 2014. április 1. 2014. október 9.      | 17,16 millió |
| 254. | 20. | A rejtett oldal (Page Not Found)                 | Terrence O'Hara    | Christopher J. Waild                                                     | 2014. április 8. 2014. október 16.     | 17,39 millió |
| 255. | 21. | Állítólag (Alleged)                              | Arvin Brown        | Scott Williams                                                           | 2014. április 15. 2014. október 30.    | 17,12 millió |
| 256. | 22. | Vakus (Shooter)                                  | Dennis Smith       | George Schenck és Frank Cardea                                           | 2014. április 29. 2014. november 6.    | 17,25 millió |
| 257. | 23. | Az admirális lánya (The Admiral's Daughter)      | James Whitmore Jr. | Christopher Silber és Steven D. Binder                                   | 2014. május 6. 2014. november 13.      | 15,88 millió |
| 258. | 24. | Tiszteld atyádat! (Honor Thy Father)             | Tony Wharmby       | Gary Glasberg és Gina Lucita Monreal                                     | 2014. május 13. 2014. november 20.     | 16,95 millió |

## 12. évad (2014–2015)
| Sor. | Év. | Cím                                                      | Rendező            | Író                                    | Premier                                | Nézettség    |
| ---- | --- | -------------------------------------------------------- | ------------------ | -------------------------------------- | -------------------------------------- | ------------ |
| 259. | 1.  | Húsz kilométer (Twenty Klicks)                           | Tony Wharmby       | Gary Glasberg és Scott Williams        | 2014. szeptember 23. 2015. február 12. | 18,23 millió |
| 260. | 2.  | Öld meg a hírnököt (Kill the Messenger)                  | Dennis Smith       | George Schenck és Frank Cardea         | 2014. szeptember 30. 2015. február 19. | 18,84 millió |
| 261. | 3.  | Így megy ez... (So It Goes)                              | Leslie Libman      | Steven D. Binder                       | 2014. október 7. 2015. február 26.     | 17,30 millió |
| 262. | 4.  | Fojtó fogás (Choke Hold)                                 | Terrence O'Hara    | Christopher J. Waild                   | 2014. október 14. 2015. március 5.     | 17,26 millió |
| 263. | 5.  | A San Dominick (The San Dominick)                        | Arvin Brown        | Christopher Silber                     | 2014. október 21. 2015. március 12.    | 17,13 millió |
| 264. | 6.  | Szülői felügyelet javasolt (Parental Guidance Suggested) | Thomas J. Wright   | Jennifer Corbett                       | 2014. október 28. 2015. március 19.    | 17,53 millió |
| 265. | 7.  | A keresés (The Searcher)                                 | Tony Wharmby       | Gina Lucita Monreal                    | 2014. november 11. 2015. március 26.   | 17,49 millió |
| 266. | 8.  | Semper Fortis (Semper Fortis)                            | Dennis Smith       | Matthew R. Jarrett és Scott J. Jarrett | 2014. november 18. 2015. április 2.    | 18,10 millió |
| 267. | 9.  | Behavazódva (Grounded)                                   | Bethany Rooney     | Scott Williams                         | 2014. november 25. 2015. április 9.    | 16,01 millió |
| 268. | 10. | Saját szabályok (House Rules)                            | Terrence O'Hara    | Christopher J. Waild                   | 2014. december 16. 2015. április 16.   | 17,53 millió |
| 269. | 11. | Sakk (Check)                                             | Alrick Riley       | Steven D. Binder                       | 2015. január 6. 2015. április 23.      | 19,76 millió |
| 270. | 12. | A belső ellenség (The Enemy Within)                      | James Whitmore Jr. | George Schenck és Frank Cardea         | 2015. január 13. 2015. április 30.     | 19,87 millió |
| 271. | 13. | Építünk, küzdünk (We Build, We Fight)                    | Rocky Carroll      | Jennifer Corbett                       | 2015. február 3. 2015. május 7.        | 18,64 millió |
| 272. | 14. | Hagyomány (Cadence)                                      | Tony Wharmby       | Christopher Silber                     | 2015. február 10. 2015. május 14.      | 18,77 millió |
| 273. | 15. | Kabinláz (Cabin Fever)                                   | Bethany Rooney     | Scott Williams                         | 2015. február 17. 2015. május 21.      | 18,06 millió |
| 274. | 16. | Csapás a múltból (Blast from the Past)                   | Dennis Smith       | David J. North                         | 2015. február 24. 2015. május 28.      | 17,38 millió |
| 275. | 17. | A fifikás svindler (The Artful Dodger)                   | Terrence O'Hara    | Gina Lucita Monreal                    | 2015. március 10. 2015. szeptember 3.  | 16,22 millió |
| 276. | 18. | Helyzetjelentés (Status Update)                          | Holly Dale         | Christopher J. Waild                   | 2015. március 24. 2015. szeptember 10. | 16,23 millió |
| 277. | 19. | Türelem (Patience)                                       | Thomas J. Wright   | Steven D. Binder                       | 2015. március 31. 2015. szeptember 17. | 16,60 millió |
| 278. | 20. | Egy jótett sem (No Good Deed)                            | Arvin Brown        | George Schenck és Frank Cardea         | 2015. április 7. 2015. szeptember 24.  | 16,85 millió |
| 279. | 21. | Félreértés (Lost in Translation)                         | Tony Wharmby       | Jennifer Corbett                       | 2015. április 14. 2015. október 1.     | 15,84 millió |
| 280. | 22. | Troll (Troll)                                            | Dennis Smith       | Scott Williams                         | 2015. április 28. 2015. október 8.     | 14,85 millió |
| 281. | 23. | Az elveszett fiúk (The Lost Boys)                        | James Whitmore Jr. | Gina Lucita Monreal                    | 2015. május 5. 2015. október 15.       | 14,05 millió |
| 282. | 24. | Sohaország (Neverland)                                   | Tony Wharmby       | Gary Glasberg                          | 2015. május 12. 2015. október 22.      | 14,94 millió |

## 13. évad (2015–2016)
| Sor. | Év. | Cím                                    | Rendező            | Író                                                                     | Premier                                | Nézettség    |
| ---- | --- | -------------------------------------- | ------------------ | ----------------------------------------------------------------------- | -------------------------------------- | ------------ |
| 283. | 1.  | Sebkezelés (Stop the Bleeding)         | Tony Wharmby       | Gary Glasberg és Scott Williams                                         | 2015. szeptember 22. 2016. március 24. | 18,19 millió |
| 284. | 2.  | Szabadnap (Personal Day)               | Terrence O'Hara    | Gina Lucita Monreal                                                     | 2015. szeptember 29. 2016. március 31. | 16,53 millió |
| 285. | 3.  | Inkognító (Incognito)                  | James Whitmore Jr. | George Schenck és Frank Cardea                                          | 2015. október 6. 2016. április 7.      | 16,87 millió |
| 286. | 4.  | A baj nem jár egyedül (Double Trouble) | Dennis Smith       | Christopher J. Waild                                                    | 2015. október 13. 2016. április 14.    | 16,04 millió |
| 287. | 5.  | Lezárás (Lockdown)                     | Bethany Rooney     | Stephen D. Binder                                                       | 2015. október 20. 2016. április 21.    | 17,21 millió |
| 288. | 6.  | Káros képek (Viral)                    | Rocky Carroll      | Jennifer Corbett                                                        | 2015. október 27. 2016. április 28.    | 16,81 millió |
| 289. | 7.  | Tizenhat év (16 Years)                 | Mark Horowitz      | Brendan Fehily                                                          | 2015. november 3. 2016. május 5.       | 17,97 millió |
| 290. | 8.  | Megmentők (Saviors)                    | Tony Wharmby       | Scott Williams                                                          | 2015. november 10. 2016. május 12.     | 16,68 millió |
| 291. | 9.  | Tárgyalás (Day In Court)               | Dennis Smith       | George Schenck és Frank Cardea                                          | 2015. november 17. 2016. május 19.     | 16,59 millió |
| 292. | 10. | Testvérek (Blood Brothers)             | Arvin Brown        | Történet: Gary Glasberg és Jennifer Corbett Tévéjáték: Jennifer Corbett | 2015. november 24. 2016. május 26.     | 16,19 millió |
| 293. | 11. | Körforgás (Spinning Wheel)             | Terrence O'Hara    | Steven D. Binder                                                        | 2015. december 15. 2016. június 2.     | 15,53 millió |
| 294. | 12. | Testvérváros (Sister City)             | Leslie Libman      | Christopher J. Waild                                                    | 2016. január 5. 2016. június 16.       | 18,97 millió |
| 295. | 13. | Déja vu (Déjá Vu)                      | Rocky Carroll      | Matthew R. Jarrett és Scott J. Jarrett                                  | 2016. január 19. 2016. június 23.      | 17,51 millió |
| 296. | 14. | Dekompresszió (Decompressed)           | Thomas J. Wright   | Brendan Fehily                                                          | 2016. február 9. 2016. június 30.      | 16,94 millió |
| 297. | 15. | Továbbképzés (React)                   | Bethany Rooney     | Jennifer Corbett                                                        | 2016. február 16. 2016. július 7.      | 17,34 millió |
| 298. | 16. | Elszabadult (Loose Cannons)            | Alrick Riley       | Scott Williams                                                          | 2016. február 23. 2016. július 14.     | 17,47 millió |
| 299. | 17. | Túlóra (After Hours)                   | Terrence O'Hara    | Cindi Hemingway                                                         | 2016. március 1. 2016. július 21.      | 15,44 millió |
| 300. | 18. | Távcső (Scope)                         | Tony Wharmby       | Gary Glasberg és Gina Lucita Monreal                                    | 2016. március 15. 2016. július 28.     | 15,10 millió |
| 301. | 19. | Alapos kétely (Reasonable Doubts)      | Thomas J. Wright   | George Schenck és Frank Cardea                                          | 2016. március 22. 2016. augusztus 4.   | 15,90 millió |
| 302. | 20. | Színjáték (Charade)                    | Edward Ornelas     | Brendan Fehily                                                          | 2016. április 5. 2016. augusztus 11.   | 15,67 millió |
| 303. | 21. | Vissza a feladónak (Return to Sender)  | Leslie Libman      | Christopher J. Waild                                                    | 2016. április 19. 2016. augusztus 18.  | 14,80 millió |
| 304. | 22. | Hazai front (Homefront)                | Dennis Smith       | Gina Lucita Monreal és Jennifer Corbett                                 | 2016. május 3. 2016. augusztus 25.     | 14,86 millió |
| 305. | 23. | Kézbesíthetetlen (Dead Letter)         | James Whitmore Jr. | Steven D. Binder                                                        | 2016. május 10. 2016. szeptember 1.    | 16,04 millió |
| 306. | 24. | Első a család (Family First)           | Tony Wharmby       | Gary Glasberg és Scott Williams                                         | 2016. május 17. 2016. szeptember 8.    | 18,01 millió |

## 14. évad (2016–2017)
| Sor. | Év. | Cím                                               | Rendező            | Író                                                                        | Premier                                | Nézettség    |
| ---- | --- | ------------------------------------------------- | ------------------ | -------------------------------------------------------------------------- | -------------------------------------- | ------------ |
| 307. | 1.  | A magányos ügynök (Rogue)                         | Tony Wharmby       | Gary Glasberg és Jennifer Corbett                                          | 2016. szeptember 20. 2017. március 2.  | 15,99 millió |
| 308. | 2.  | Rossz fiú (Being Bad)                             | James Whitmore Jr. | Steven D. Binder                                                           | 2016. szeptember 27. 2017. március 9.  | 15,52 millió |
| 309. | 3.  | Bizalmas információ (Privileged Information)      | Edward Ornelas     | George Schenck és Frank Cardea                                             | 2016. október 4. 2017. március 16.     | 14,44 millió |
| 310. | 4.  | Szerelem hajó (Love Boat)                         | Terrence O'Hara    | Christopher J. Waild                                                       | 2016. október 11. 2017. március 23.    | 14,77 millió |
| 311. | 5.  | Philly (Philly)                                   | Allan Arkush       | Scott Williams                                                             | 2016. október 18. 2017. március 30.    | 14,76 millió |
| 312. | 6.  | Fiktív játszmák (Shell Game)                      | Thomas J. Wright   | Brendan Fehily                                                             | 2016. október 25. 2017. április 6.     | 14,08 millió |
| 313. | 7.  | A bátrak otthona (Home of the Brave)              | Alrick Riley       | Gina Lucita Monreal                                                        | 2016. november 15. 2017. június 8.     | 14,73 millió |
| 314. | 8.  | Ellenséges harcos (Enemy Combatant)               | Tony Wharmby       | Jennifer Corbett                                                           | 2016. november 22. 2017. június 22.    | 14,86 millió |
| 315. | 9.  | Befektetés (Pay to Play)                          | Arvin Brown        | Cindi Hemingway                                                            | 2016. december 6. 2017. június 15.     | 14,64 millió |
| 316. | 10. | A meg nem szűnő kötelék (The Tie That Binds)      | Arvin Brown        | Steven D. Binder                                                           | 2016. december 13. 2017. június 29.    | 14,74 millió |
| 317. | 11. | Willoughby (Willoughby)                           | Tony Wharmby       | Gina Lucita Monreal                                                        | 2017. január 3. 2017. július 6.        | 15,79 millió |
| 318. | 12. | Kámfor (Off the Grid)                             | Rocky Carroll      | George Schenck és Frank Cardea                                             | 2017. január 17. 2017. július 13.      | 15,49 millió |
| 319. | 13. | Menj tovább (Keep Going)                          | Terrence O'Hara    | Történet: Matthew R. Jarrett és Scott J. Jarrett Tévéjáték: Scott Williams | 2017. január 24. 2017. július 20.      | 16,21 millió |
| 320. | 14. | Nonstop (Nonstop)                                 | Mark Horowitz      | Brendan Fehily                                                             | 2017. február 7. 2017. július 27.      | 15,57 millió |
| 321. | 15. | Pandora szelencéje 1. rész (Pandora's Box Part 1) | Alrick Riley       | Christopher J. Waild                                                       | 2017. február 14. 2017. augusztus 3.   | 15,29 millió |
| 322. | 16. | A legragyogóbb dolog (A Many Splendored Thing)    | Michael Zinberg    | David J. North és Steven D. Binder                                         | 2017. február 21. 2017. augusztus 10.  | 14,87 millió |
| 323. | 17. | Temetetlen múlt (What Lies Above)                 | Leslie Libman      | Scott Williams                                                             | 2017. március 7. 2017. augusztus 17.   | 14,17 millió |
| 324. | 18. | Eltűnt (M.I.A.)                                   | Thomas J. Wright   | Jennifer Corbett                                                           | 2017. március 14. 2017. augusztus 24.  | 14,16 millió |
| 325. | 19. | A fal (The Wall)                                  | Bethany Rooney     | Gina Lucita Monreal                                                        | 2017. március 28. 2017. augusztus 31.  | 14,35 millió |
| 326. | 20. | Egy tál cseresznye (A Bowl of Cherries)           | Edward Ornelas     | Brendan Fehily                                                             | 2017. április 4. 2017. szeptember 7.   | 13,83 millió |
| 327. | 21. | Egy könyv, két borító (One Book, Two Covers)      | Terrence O'Hara    | David J. North                                                             | 2017. április 18. 2017. szeptember 14. | 13,32 millió |
| 328. | 22. | Vadórzók (Beastmaster)                            | Bethany Rooney     | Christopher J. Waild                                                       | 2017. május 2. 2017. szeptember 21.    | 12,88 millió |
| 329. | 23. | Valami kék (Something Blue)                       | James Whitmore Jr. | Jennifer Corbett és Scott Williams                                         | 2017. május 9. 2017. szeptember 28.    | 13,39 millió |
| 330. | 24. | Túra (Rendezvous)                                 | Tony Wharmby       | George Schenck, Frank Cardea és Steven D. Binder                           | 2017. május 16. 2017. október 5.       | 13,33 millió |

## 15. évad (2017–2018)
| Sor. | Év. | Cím                                                         | Rendező            | Író                                                                              | Premier                                | Nézettség    |
| ---- | --- | ----------------------------------------------------------- | ------------------ | -------------------------------------------------------------------------------- | -------------------------------------- | ------------ |
| 331. | 1.  | Megosztott ház (House Divided)                              | Tony Wharmby       | Steven D. Binder                                                                 | 2017. szeptember 26. 2018. október 11. | 13,29 millió |
| 332. | 2.  | Egyet fizet, kettőt kap (Twofer)                            | James Whitmore Jr. | Scott Williams                                                                   | 2017. október 3. 2018. október 16.     | 13,50 millió |
| 333. | 3.  | Kilépési stratégia (Exit Strategy)                          | Terrence O'Hara    | Christopher J. Waild                                                             | 2017. október 10. 2018. október 30.    | 13,60 millió |
| 334. | 4.  | Csökkentett személyzet (Skeleton Crew)                      | Rocky Carroll      | Jennifer Corbett                                                                 | 2017. október 17. 2018. november 6.    | 12,85 millió |
| 335. | 5.  | Tettesd, míg nem megy (Fake It Til You Make It)             | Thomas J. Wright   | David J. North                                                                   | 2017. október 24. 2018. november 13.   | 13,30 millió |
| 336. | 6.  | Homokcsapda (Trapped)                                       | Bethany Rooney     | Brendan Fehily                                                                   | 2017. október 31. 2018. november 20.   | 12,11 millió |
| 337. | 7.  | Bizonyítási teher (Burden of Proof)                         | Dennis Smith       | Gina Lucita Monreal                                                              | 2017. november 7. 2018. november 27.   | 13,47 millió |
| 338. | 8.  | Hangok (Voices)                                             | Tony Wharmby       | Steven D. Binder                                                                 | 2017. november 14. 2018. december 4.   | 13,08 millió |
| 339. | 9.  | Túszdráma (Ready or Not)                                    | Terrence O'Hara    | Scott Williams                                                                   | 2017. november 21. 2018. december 11.  | 12,54 millió |
| 340. | 10. | Duplázás (Double Down)                                      | Alrick Riley       | Christopher J. Waild                                                             | 2017. december 12. 2019. február 28.   | 12,58 millió |
| 341. | 11. | Beépülve (High Tide)                                        | Tony Wharmby       | David J. North és Steven D. Binder                                               | 2018. január 2. 2019. február 28.      | 14,10 millió |
| 342. | 12. | Sötét titkok (Dark Secrets)                                 | Bethany Rooney     | George Schenck és Frank Cardea                                                   | 2018. január 9. 2019. március 7.       | 14,24 millió |
| 343. | 13. | Családi kötelékek (Family Ties)                             | Rocky Carroll      | Brendan Fehily                                                                   | 2018. január 23. 2019. március 7.      | 13,97 millió |
| 344. | 14. | Tartsd közel a barátaid (Keep Your Friends Close)           | Mark Horowitz      | Gina Lucita Monreal                                                              | 2018. február 6. 2019. március 14.     | 13,90 millió |
| 345. | 15. | Tartsd az ellenségeidet közelebb (Keep Your Enemies Closer) | Thomas J. Wright   | Jennifer Corbett                                                                 | 2018. február 27. 2019. március 14.    | 12,45 millió |
| 346. | 16. | Szeretetcsomag (Handle with Care)                           | Alrick Riley       | Scott J. Jarrett és Matthew R. Jarrett                                           | 2018. március 6. 2019. március 21.     | 12,92 millió |
| 347. | 17. | Kinek szemét (One Man's Trash)                              | Michael Zinberg    | Scott Williams                                                                   | 2018. március 13. 2019. március 21.    | 13,26 millió |
| 348. | 18. | Halott a tetőn (Death from Above)                           | Rocky Carroll      | Christopher J. Waild                                                             | 2018. március 27. 2019. március 28.    | 11,94 millió |
| 349. | 19. | Határérték (The Numerical Limit)                            | Leslie Libman      | David J. North és Steven D. Binder                                               | 2018. április 3. 2019. március 28.     | 12,23 millió |
| 350. | 20. | Látatlanul (Sight Unseen)                                   | Bethany Rooney     | Brendan Fehily                                                                   | 2018. április 17. 2019. április 4.     | 11,58 millió |
| 351. | 21. | Egy lépés előre (One Step Forward)                          | James Whitmore Jr. | Gina Lucita Monreal                                                              | 2018. május 1. 2019. április 4.        | 12,35 millió |
| 352. | 22. | Két lépés hátra (Two Steps Back)                            | Michael Zinberg    | Jennifer Corbett                                                                 | 2018. május 8. 2019. április 11.       | 15,08 millió |
| 353. | 23. | Utóhatás (Fallout)                                          | Terrence O'Hara    | Történet: Christopher J. Waild Tévéjáték: David J. North és Christopher J. Waild | 2018. május 15. 2019. április 11.      | 12,71 millió |
| 354. | 24. | Randevú a végzettel (Date with Destiny)                     | Tony Wharmby       | Scott Williams, George Schenck és Frank Cardea                                   | 2018. május 22. 2019. április 18.      | 12,07 millió |

## 16. évad (2018–2019)
| Sor. | Év. | Cím                                         | Rendező            | Író                                                                | Premier                               | Nézettség    |
| ---- | --- | ------------------------------------------- | ------------------ | ------------------------------------------------------------------ | ------------------------------------- | ------------ |
| 355. | 1.  | A végzet gyermeke (Destiny's Child)         | Tony Wharmby       | Steven D. Binder                                                   | 2018. szeptember 25. 2019. október 3. | 12,56 millió |
| 356. | 2.  | Szeresd a szomszédodat (Love Thy Neighbor)  | Terrence O'Hara    | Scott Williams                                                     | 2018. október 2. 2019. október 10.    | 12,13 millió |
| 357. | 3.  | Bomba (Boom)                                | Leslie Libman      | Brendan Fehily                                                     | 2018. október 9. 2019. október 10.    | 12,36 millió |
| 358. | 4.  | Hármas fogat (Third Wheel)                  | James Whitmore Jr. | Christopher J. Waild                                               | 2018. október 16. 2019. október 17.   | 11,87 millió |
| 359. | 5.  | Repeszek (Fragments)                        | Michael Zinberg    | Gina Lucita Monreal                                                | 2018. október 23. 2019. október 17.   | 11,26 millió |
| 360. | 6.  | A felszín alatt (Beneath the Surface)       | Rocky Carroll      | Scott J. Jarrett és Matthew R. Jarrett                             | 2018. október 30. 2019. október 24.   | 12,32 millió |
| 361. | 7.  | Ezer szó (A Thousand Words)                 | Alrick Riley       | David J. North                                                     | 2018. november 13. 2019. október 24.  | 12,47 millió |
| 362. | 8.  | Baráti tűz (Friendly Fire)                  | Thomas J. Wright   | Jennifer Corbett                                                   | 2018. november 20. 2019. október 31.  | 11,95 millió |
| 363. | 9.  | Angie nyomában (Tailing Angie)              | Terrence O'Hara    | George Schenck                                                     | 2018. december 4. 2019. október 31.   | 12,04 millió |
| 364. | 10. | Kié ez a gyerek? (What Child is This?)      | Michael Zinberg    | Scott Williams                                                     | 2018. december 11. 2019. november 7.  | 12,28 millió |
| 365. | 11. | Lidérces történet (Toil and Trouble)        | Leslie Libman      | Christopher J. Waild                                               | 2019. január 8. 2019. november 7.     | 12,08 millió |
| 366. | 12. | Az utolsó láncszem (The Last Link)          | Rocky Carroll      | Brendan Fehily                                                     | 2019. január 15. 2019. november 14.   | 12,21 millió |
| 367. | 13. | A lány (She)                                | Mark Horowitz      | Gina Lucita Monreal                                                | 2019. február 12. 2019. november 14.  | 13,37 millió |
| 368. | 14. | Volt egyszer egy Tim (Once Upon a Tim)      | Tony Wharmby       | David J. North és Steven D. Binder                                 | 2019. február 19. 2019. november 21.  | 12,74 millió |
| 369. | 15. | Túllépés (Crossing the Line)                | Michael Zinberg    | Jennifer Corbett                                                   | 2019. február 26. 2019. november 21.  | 11,77 millió |
| 370. | 16. | Medvék és bocsok (Bears and Cubs)           | Diana Valentine    | Scott Williams                                                     | 2019. március 12. 2019. november 28.  | 12,08 millió |
| 371. | 17. | Csendes szolgálat (Silent Service)          | Rocky Carroll      | Scott J. Jarrett és Matthew R. Jarrett                             | 2019. március 26. 2019. november 28.  | 12,18 millió |
| 372. | 18. | Mona Lisa (Mona Lisa)                       | Alrick Riley       | David J. North és Brendan Fehily                                   | 2019. április 2. 2019. december 5.    | 11,89 millió |
| 373. | 19. | Örökzöld (Perennial)                        | Tony Wharmby       | Gina Lucita Monreal                                                | 2019. április 9. 2019. december 5.    | 11,82 millió |
| 374. | 20. | Isten hozott, Isten veled (Hail & Farewell) | Michael Zinberg    | Jennifer Corbett                                                   | 2019. április 16. 2019. december 12.  | 11,88 millió |
| 375. | 21. | Bíró, esküdt… (Judge, Jury...)              | James Whitmore Jr. | Christopher J. Waild                                               | 2019. április 30. 2019. december 12.  | 11,80 millió |
| 376. | 22. | ... és hóhér (... and Executioner)          | Terrence O'Hara    | Christopher J. Waild és David J. North                             | 2019. május 7. 2019. december 19.     | 11,66 millió |
| 377. | 23. | Betegszabadság (Lost Time)                  | Diana Valentine    | Történet: Scott Williams és Frank Cardea Tévéjáték: Scott Williams | 2019. május 14. 2019. december 19.    | 11,70 millió |
| 378. | 24. | Apák és lányok (Daughters)                  | Tony Wharmby       | Steven D. Binder                                                   | 2019. május 21. 2019. december 19.    | 12,10 millió |